# Joseph François Foullon

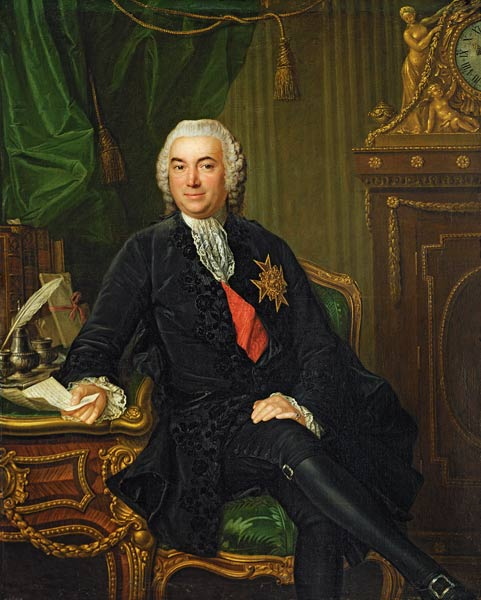
Joseph Francois Foullon

Joseph François Foullon (* 25. Juni 1715 in Saumur; † 22. Juli 1789 in Paris) war ein französischer Offizier, Militärpolitiker und Finanzminister. Er war eines der ersten prominenten Todesopfer der Französischen Revolution.

## Leben
Foullon stammte aus einer Beamtenfamilie. Während des Siebenjährigen Krieges wurde er Generalintendant des französischen Heeres. Unter Marschall Belle-Isle avancierte er zum Intendanten der französischen Streitkräfte. 1771 wurde er Finanzintendant. Seiner Habsucht und Hartherzigkeit wegen war Foullon allgemein verhasst. Nicht belegt wurde ihm der Satz: „Wenn diese Gauner kein Brot haben, laßt sie Heu fressen.“ nachgesagt. Als glühender Royalist war er ein Gegner des Freundeskreises um Louis Philippe d’Orléans.
Am 11. Juli 1789 stieg er zum Nachfolger Jacques Neckers auf. Die Ernennung Foullons zum Finanzminister und Erhebung zum Baron de Doué führte zu heftigen Reaktionen im Volk. Foullon verbarg sich auf seinem Landgut und ließ Gerüchte über seinen angeblichen Tod streuen. Trotzdem wurde er entdeckt und von revolutionären Bürgern gemeinsam mit seinem Schwiegersohn, dem Intendanten von Paris, Berthier Sauvigny, nach Paris zur damaligen Place de Grève verschleppt. Jean-Sylvain Bailly und der Marquis de La Fayette versuchten vergeblich, sich für den Gefangenen einzusetzen. Foullon wurde, nach drei infolge Seilbruchs gescheiterten Erhängversuchen, von der aufgebrachten Menge enthauptet. Mit einem Büschel Heu im Mund wurde der Kopf auf einer Pike aufgespießt, mit welcher der Mob durch die Straßen paradierte. Zeitgleich fand sein Schwiegersohn durch Erhängen an einer Straßenlaterne den Tod.

## Literarische Verarbeitung
Charles Dickens beschrieb Leben und Tod Foullons im 22. Kapitel des 2. Buches seines Werkes Eine Geschichte aus zwei Städten. Die letzte Woche im Leben Foullons ist außerdem Gegenstand der im Februar 1939 entstandenen Erzählung Der Generalintendant des Königs von Willi Bredel. Schließlich schildert auch Alexandre Dumas der Ältere dessen dramatische letzte Lebenstage, und zwar in seinem Roman Ange Pitou, genauer gesagt im drittletzten und vorletzten Kapitel des 2. Buches.